# Быков, Борис Васильевич
Борис Васильевич Быков (12 июня 1937 — 24 апреля 2013, Россия) — советский художник-постановщик.

## Биография
С 1963 по 1990 год — художник-постановщик киностудии «Ленфильм».
Член Союза кинематографистов СССР (Ленинградское отделение).

## Семья
- Первая жена: Баранова Рита Михайловна 1937 года рождения, режиссёр документальных фильмов киностудии «Ленфильм».
  - Сын от первого брака Быков Илларион Борисович 1971 года рождения. Проживают в Бостоне, США.
- Вторая жена: Людмила.
  - Дочь от второго брака Анна. 1982 года рождения. Проживают в Санкт-Петербурге.

## Фильмография
1. 1963 — Родная кровь (Режиссёр-постановщик: Михаил Ершов)
2. 1964 — Жаворонок (Режиссёры-постановщики: Никита Курихин, Леонид Менакер)
3. 1966 — Долгая счастливая жизнь (Режиссёр-постановщик: Геннадий Шпаликов)
4. 1967 — Браслет-2 (Режиссёры-постановщики: Лев Цуцульковский, Михаил Шамкович)
5. 1968 — Лебединое озеро (фильм-балет) (совместно с Виктором Волиным) (Режиссёры-постановщики: Аполлинарий Дудко, Константин Сергеев)
6. 1969 — Эти невинные забавы (Режиссёр-постановщик: Август Балтрушайтис)
7. 1970 — Секундомер (Режиссёр-постановщик: Резо Эсадзе)
8. 1971 — Разрешите взлёт! (Режиссёры-постановщики: Анатолий Вехотко, Наталья Трощенко)
9. 1973 — Крах инженера Гарина (ТВ) (Режиссёр-постановщик: Леонид Квинихидзе)
10. 1974 — Соломенная шляпка (ТВ) (Режиссёр-постановщик: Леонид Квинихидзе)
11. 1976 — Небесные ласточки (ТВ) (Режиссёр-постановщик: Леонид Квинихидзе)
12. 1977 — Первые радости (ТВ) (совместно с Михаилом Ивановым) (Режиссёр-постановщик: Григорий Никулин)
13. 1986 — Детская площадка (Режиссёр-постановщик: Светлана Проскурина)
14. 1987 — Остров погибших кораблей (ТВ) (совместно с Михаилом Щегловым) (Режиссёр-постановщик: Евгений Гинзбург)
15. 1990 — Когда святые маршируют (Режиссёр-постановщик: Владимир Воробьёв)

## Ссылка
- «Быков Борис Васильевич». Энциклопедия кино. Академик. Дата обращения: 12 декабря 2013.
- «Быков Борис Васильевич» (англ.) на сайте Internet Movie Database